# Togoshi Magome
Togoshi Magome (戸越まごめ) là một nhà soạn nhạc trò chơi điện tử Nhật Bản làm việc cho các hãng sản xuất visual novel. Ông bắt đầu sự nghiệp sáng tác vào năm 2000 khi hợp tác với hãng phần mềm Key thuộc Visual Art's để sản xuất tựa game thứ hai của họ là AIR. Từ đó đến năm 2006, Togoshi tiếp tục soạn nhạc cho bốn trò chơi khác của Key, cùng với các tựa game của nhiều chi nhánh sản xuất khác nhau cũng thuộc Visual Art's. Tháng 10 năm 2006, Togoshi từ chức và rời khỏi Key, cũng như Visual Art's. Ông tiếp tục làm việc với các hãng phát triển visual novel khác.

## Sự nghiệp
Togoshi Magome bắt đầu làm việc như một nhà soạn nhạc thật thụ cho các nhạc phẩm của visual novel AIR, tựa game thứ hai của hãng phần mềm Key được phát hành trong năm 2000. Sau sự thành công của AIR cùng các soundtrack của nó, Togoshi trở thành một nhạc sĩ có tên tuổi đối với những người đam mê visual novel. Trong lúc đang tham gia thực hiện trò chơi tiếp theo của Key là CLANNAD bắt đầu từ năm 2001, Togoshi cũng giúp soạn nhạc cho các thương hiệu khác thuộc Visual Art's, công ty mẹ của Key. Trong đó có công ty Words hiện đã giải thể với tựa game Sakura no Ki Shita de phát hành năm 2002 và công ty Bonbee! với trò Alma: Zutto Soba ni... phát hành năm 2003. Khi CLANNAD cuối cùng cũng được ra mắt vào năm 2004, Togoshi tiếp tục soạn nhạc cho hai trò chơi của Giant Panda là Oshikake Princess và Maiden Halo. Cùng năm đó, Togoshi đã soạn và chỉnh sửa gần như toàn bộ soundtrack cho tựa game thứ tư của Key là Planetarian ~Chiisana Hoshi no Yume~. Sang năm 2005, Togoshi soạn nhạc cho Tomoyo After ~It's a Wonderful Life~, tựa game thứ năm của Key. Năm 2006, ông một lần nữa giúp Giant Panda trong phần âm nhạc của tựa game Futari de Hitotsu no Koigokoro, cùng với trò chơi thứ sáu của Key là Little Busters!. Âm nhạc do Togoshi biến tấu hay sáng tác cho các tựa game của Key được đăng trong bảng xếp hạng Key Sounds Label, một hãng thu âm trực thuộc công ty này. Trong khi Little Busters! vẫn đang trong giai đoạn sản xuất, Togoshi rời khỏi Key và Visual Art's vào tháng 10 năm 2006. Sau này, Togoshi làm việc cho phần âm nhạc trong visual novel FairChild của hãng ALcot phát hành năm 2007. Ca khúc chủ đề kết thúc cho visual novel năm 2008 của công ty Ram là 5 cũng được biến tấu bởi Togoshi.

## Công việc
Các trò chơi được liệt kê dưới đấy có chứa các nhạc phẩm do Togoshi Magome đóng góp đáng kể:
- 2000: AIR (Key, Visual Art's)
- 2002: Sakura no Ki Shita de (Words, Visual Art's)
- 2003: Alma: Zutto Soba ni... (Bonbee!, Visual Art's)
- 2004: CLANNAD (Key, Visual Art's)
- 2004: Oshikake Princess (Giant Panda, Visual Art's)
- 2004: Maiden Halo (Giant Panda, Visual Art's)
- 2004: Planetarian ~Chiisana Hoshi no Yume~ (Key, Visual Art's)
- 2005: Tomoyo After ~It's a Wonderful Life~ (Key, Visual Art's)
- 2006: Futari de Hitotsu no Koigokoro (Giant Panda, Visual Art's)
- 2006: Little Busters! (Key, Visual Art's)
- 2007: FairChild (ALcot)
- 2008: 5 (Ram)